# Pseudoloricaria laeviuscula
Pseudoloricaria laeviuscula – gatunek słodkowodnej ryby sumokształtnej z rodziny zbrojnikowatych (Loricariidae), jedyny przedstawiciel rodzaju Pseudoloricaria.

## Występowanie
Dorzecze dolnego i środkowego biegu Amazonki, łącznie z Rio Negro i Rio Branco w Brazylii.

## Etymologia
Nazwa rodzajowa Pseudoloricaria pochodzi od greckiego słowa pseudes (fałszywy) i łacińskiego lorica, loricare (kirys ze skóry).

## Opis
Gatunek słabo poznany. Ryby zostały złowione nad piaszczystym dnem, w czystej wodzie głównego nurtu rzek oraz w pobliskich tymczasowych akwenach. Budową zewnętrzną P. laeviuscula przypomina ryby z rodzaju Limatulichthys. Klucz do identyfikacji gatunku opisał Isaäc Isbrücker.
P. laeviuscula osiąga maksymalnie ok. 30 cm długości standardowej (SL).